# Akron (Michigan)
Akron è un villaggio degli Stati Uniti d'America, situato nello Stato del Michigan, nella contea di Tuscola.